# Clathrodrillia dautzenbergi
Clathrodrillia dautzenbergi is een slakkensoort uit de familie van de Drilliidae. De wetenschappelijke naam van de soort is voor het eerst geldig gepubliceerd in 1995 door Tippett.